# Slensanen
Die Slensanen (auch Slenzanen, tschechisch Silingové, polnisch Ślężanie) waren ein westslawischer Stamm.

## Anfänge

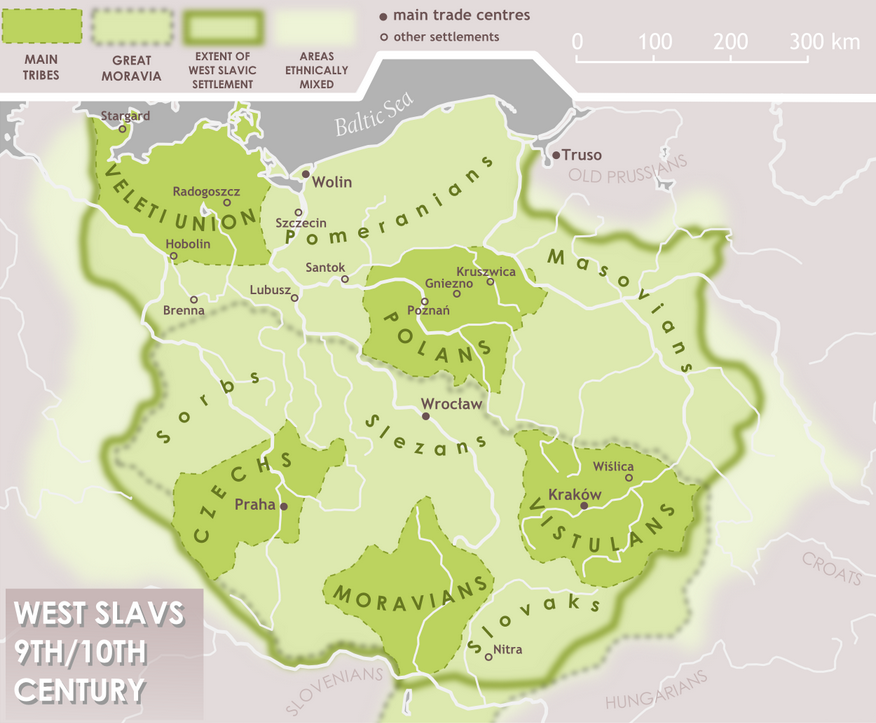
Die einzelnen westslavischen Ethnien und ihr Verbreitungsgebiet zwischen dem 9. und 10. Jahrhundert.

Nach dem Jahre 500 besiedelten sie mit anderen slawischen Stämmen wie etwa den Golensizen, Opolanen, Dedosizen, Trebowanen und Boboranen das zentrale Gebiet Schlesiens, nachdem im Zuge der Völkerwanderung germanische Stämme wie die Silinger und andere Vandalen sowie die Lugier nach Westen abgezogen waren.
Die Slensanen lebten rund um den Zobtenberg, der ihnen heilig war, und entlang des Flusses Lohe in der Gegend von Breslau.

## Schriftliche Erwähnungen
Sie werden schriftlich erstmals in der 2. Hälfte des 9. Jahrhunderts im 2. Teil des Bayerischen Geographen unter der Bezeichnung Sleenzane als Stamm mit 15 (XV) Siedlungen genannt.
In der Grenzbeschreibung des Bistums Prag des Kaisers Heinrich IV. für das Bistum Prag aus dem Jahre 1086, taucht der Stamm als Zlasane auf.

## Politische Zugehörigkeiten
Ab 880 (oder früher) unterstanden die Slensanen der Hoheit des Großmährischen Reiches, ab 906 dann Böhmens.
Zwischen 1000 und 1034 kamen sie unter die Herrschaft Bolesław Chrobry von Polen.

Mit dem Pfingstfrieden von Glatz 1137 wurde eine dauerhafte Grenzziehung zwischen Schlesien, Böhmen und Mähren festgelegt.

## Herzogtum Schlesien
Nach der Zersplitterung des polnischen Königreichs 1163 entstand das eigenständige Herzogtum Schlesien. Seine staatsrechtliche Verbindung zu Polen erlosch mit dem Tod des polnischen Seniorherzogs Mieszko III. 1202, da das für Gesamtpolen seit 1138 geltende Senioratsprinzip aufgegeben worden war.

Dadurch erlangte Schlesien neben der dynastischen Eigenständigkeit auch die politische Unabhängigkeit.

Sie führte dazu, dass die später durch Erbteilungen entstandenen Teilfürstentümer des ursprünglichen Herzogtums Schlesien sowie des Herzogtums Oppeln ihre Gebiete ab 1289 als ein Lehen an die Krone Böhmen übergaben. Die politische Bestätigung dieser Vorgänge erfolgte 1335 mit dem Vertrag von Trentschin.
Bereits ab dem 11. Jahrhundert haben sich die Slensanen verstärkt mit den anderen westslawischen Stämmen vermischt und sind daraufhin in der neuen regionalen Gesellschaft Schlesiens aufgegangen.

## Name
Es ist strittig, ob sich der Name Schlesiens vom germanischen Stamm der Silinger oder vom slawischen Stamm der Slensanen herleitet.